# 神宮前 (澀谷區)
神宮前（日语：／ Jingūmae */?）是日本東京都澀谷區的一個町。有一丁目至六丁目。2013年9月30日的人口有12,338人。

## 歷史
- 1889年（明治22年）5月1日，町村制施行，千駄谷村、原宿村及穩田村合併，形成東京府南豐島郡千駄谷村。
- 1896年（明治29年）4月1日，南豐島郡和東多摩郡合併，形成豐多摩郡。
- 1907年（明治40年）4月1日，千駄谷村施行町制，形成千駄谷町。
- 1932年（昭和7年）10月1日，豐多摩郡千駄谷町編入東京市，成為澀谷區的一部份。
- 1943年（昭和18年）7月1日，東京都制施行。東京市澀谷區變為東京都澀谷區。
- 1965年（昭和40年）3月1日，当地區實施住居表示。原先的原宿一至三丁目為中心的區域改町名作神宮前一丁目至神宮前六丁目[2]

### 町名變遷
| 住居表示實施後 | 實施年月日               | 住居表示實施前                                                   |
| -------------- | ------------------------ | ---------------------------------------------------------------- |
| 神宮前一丁目   | 1965年（昭和40年）3月1日 | 竹下町、代代木外輪町、穩田一丁目、穩田三丁目及原宿三丁目         |
| 神宮前二丁目   | 1965年（昭和40年）3月1日 | 原宿一丁目、原宿三丁目及千駄谷二丁目                             |
| 神宮前三丁目   | 1965年（昭和40年）3月1日 | 原宿一丁目、原宿二丁目及原宿三丁目                               |
| 神宮前四丁目   | 1965年（昭和40年）3月1日 | 穩田一丁目、原宿二丁目及原宿三丁目                               |
| 神宮前五丁目   | 1965年（昭和40年）3月1日 | 上通一丁目、青葉町、穩田一丁目及穩田二丁目                       |
| 神宮前六丁目   | 1965年（昭和40年）3月1日 | 神宮通二丁目、宮下町、神南町、穩田一丁目、穩田二丁目及穩田三丁目 |

## 概要
町內主要是商業用地和高級住宅街。從西北部順時針依次為一丁目至六丁目。

### 神宮前一丁目
東部是明治通、神宮前二丁目、神宮前三丁目、神宮前四丁目。西部是JR山手線和代代木公園。南部是表参道、神宮前六丁目。北部與千駄谷三丁目相接。
主要設施
- 原宿站
- 明治神宮前站（千代田線）
- 竹下通
- 澀谷區立中央圖書館
- 澀谷區立原宿外苑中学校
- 千駄谷區民會館
- 東鄉神社（東鄉記念館）
- 太田紀念美術館
- SECOM本社大廈
- Laforet原宿
- 警視廳原宿警察署
- 八千代銀行

### 神宮前二丁目

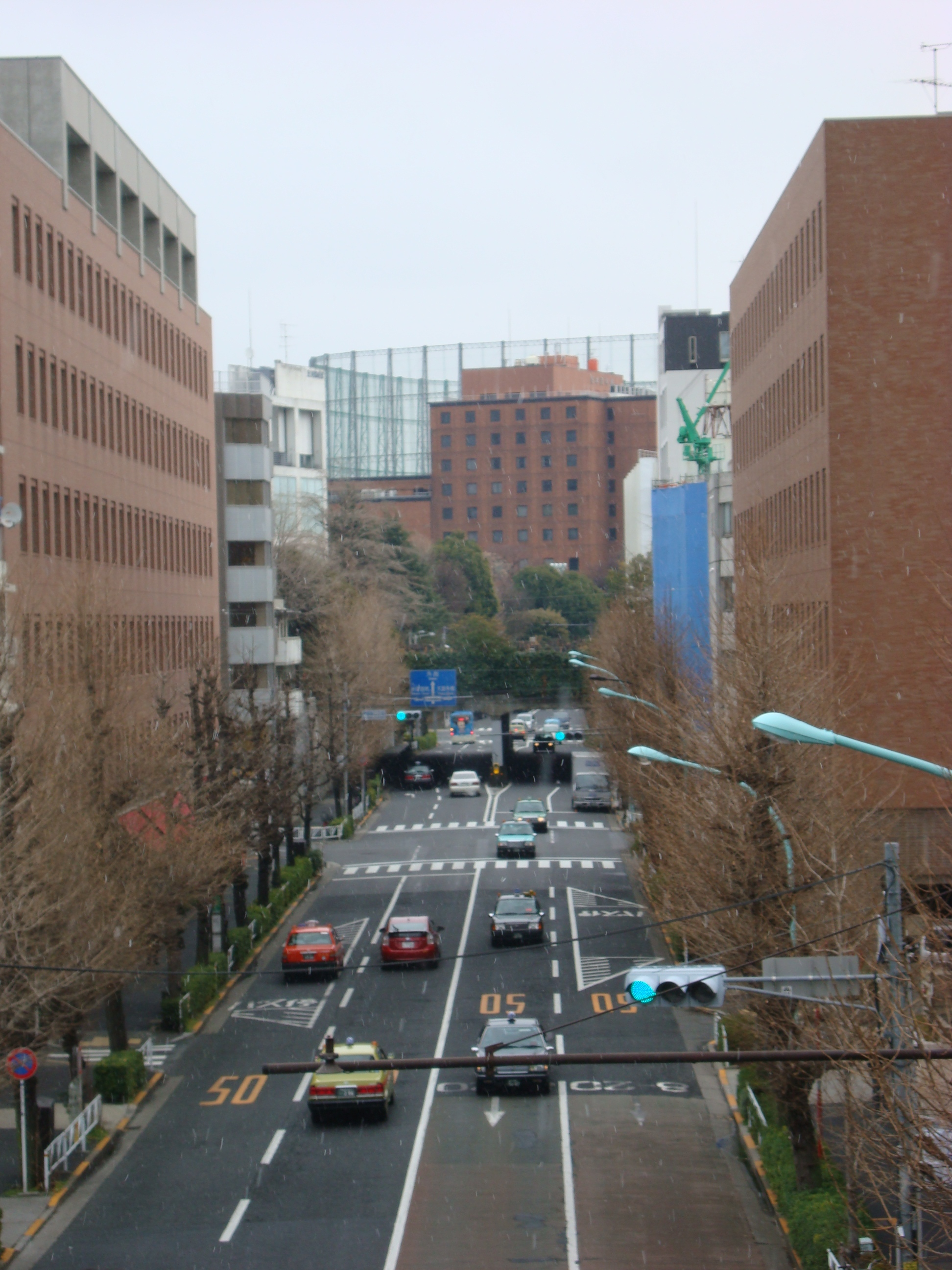
神宮前二丁目（右手）、千駄谷二丁目（左手）

東部與明治神宮外苑相接。西部是明治通和神宮前一丁目。南部是神宮前三丁目。北部與千駄谷二丁目相接。
主要設施
- 土耳其共和国大使館
- 愛沙尼亞共和国大使館
- 東京都立青山高等學校
- 國學院高等學校
- 海外子女教育研究所
- 澀谷神宮前郵便局

### 神宮前三丁目

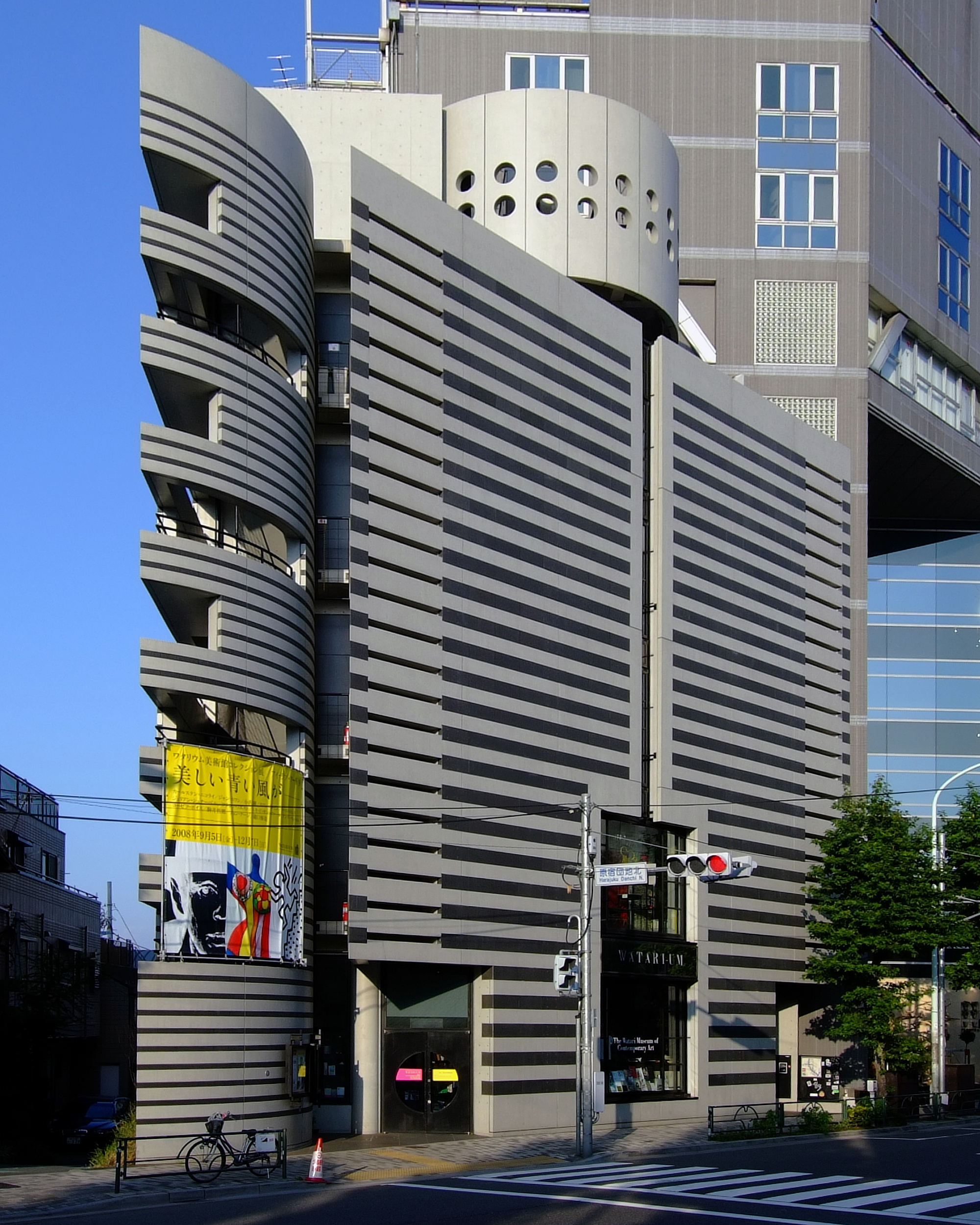
亘理美術館

東部與外苑西通、北青山二丁目相接。西部與明治通、神宮前一丁目相接。南部與神宮前四丁目相接。北部與神宮前二丁目相接。
主要設施
- 澀谷區立心身障害者福祉中心
- 亘理美術館
- 妙圓寺
- 長安寺
- 原宿團地
- 原宿變電所
- 美好年代美容專門學校

### 神宮前四丁目

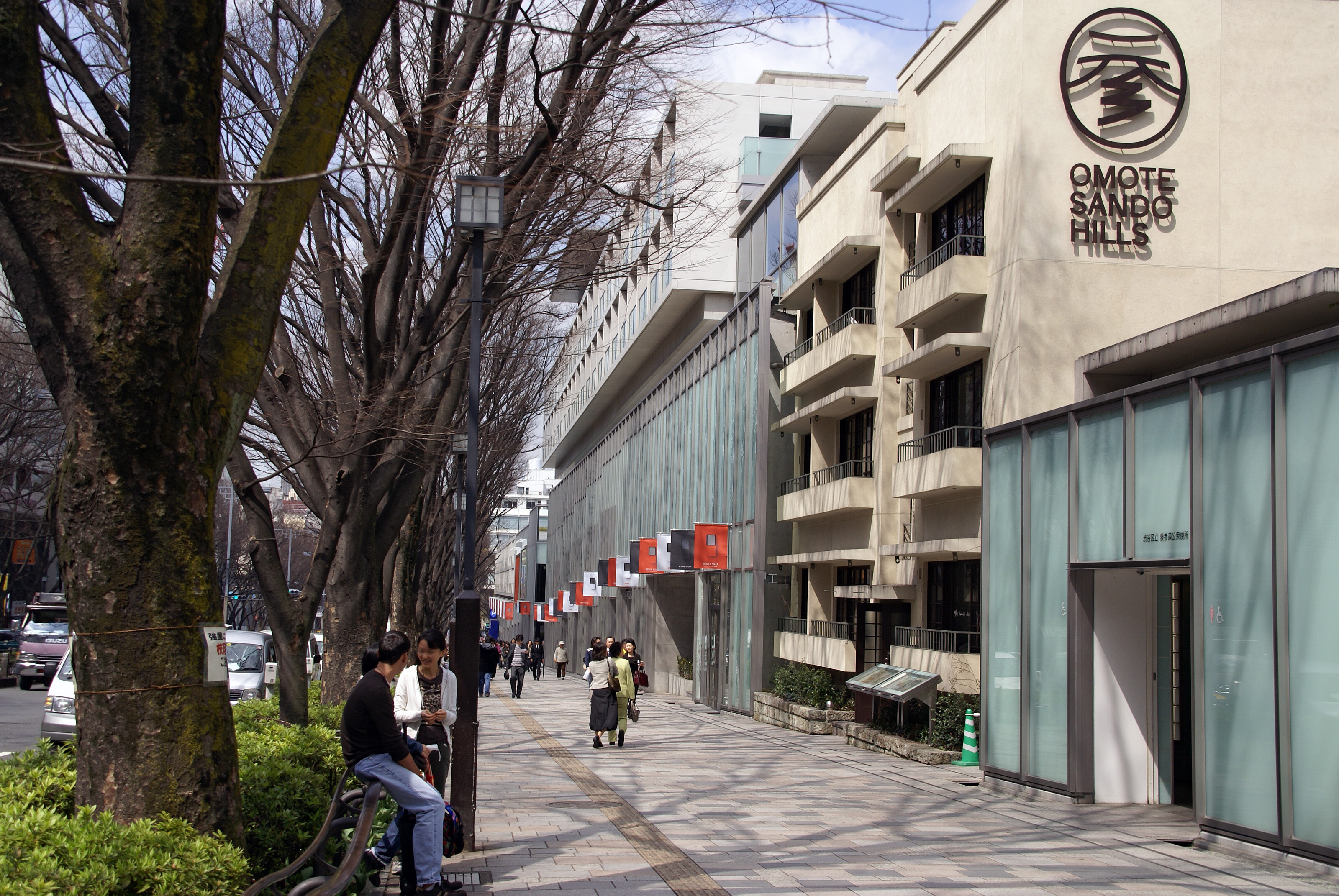
表參道之丘

東與北青山三丁目相接。西部是明治通及神宮前一丁目。南部是表參道、神宮前五丁目。北部是神宮前三丁目。
主要設施
- 澀谷區立神宮前小學校
- 表參道之丘
- 東急廣場表參道原宿店
- 表參道廣場
- 西武信用金庫
- 原宿警察署神宮前交番

### 神宮前五丁目
東部與北青山三丁目、青山通及澀谷四丁目相接。西部與神宮前六丁目相接。南部與澀谷一丁目相接。北部與表参道、神宮前四丁目相接。
主要設施
- 國際連合大學本部
- 兒童城
- 青山劇場
- 澀谷青山通郵便局
- 東京都住宅供給會社
- 天理教東中央大教會
- 東京第一科學者基督教會

### 神宮前六丁目

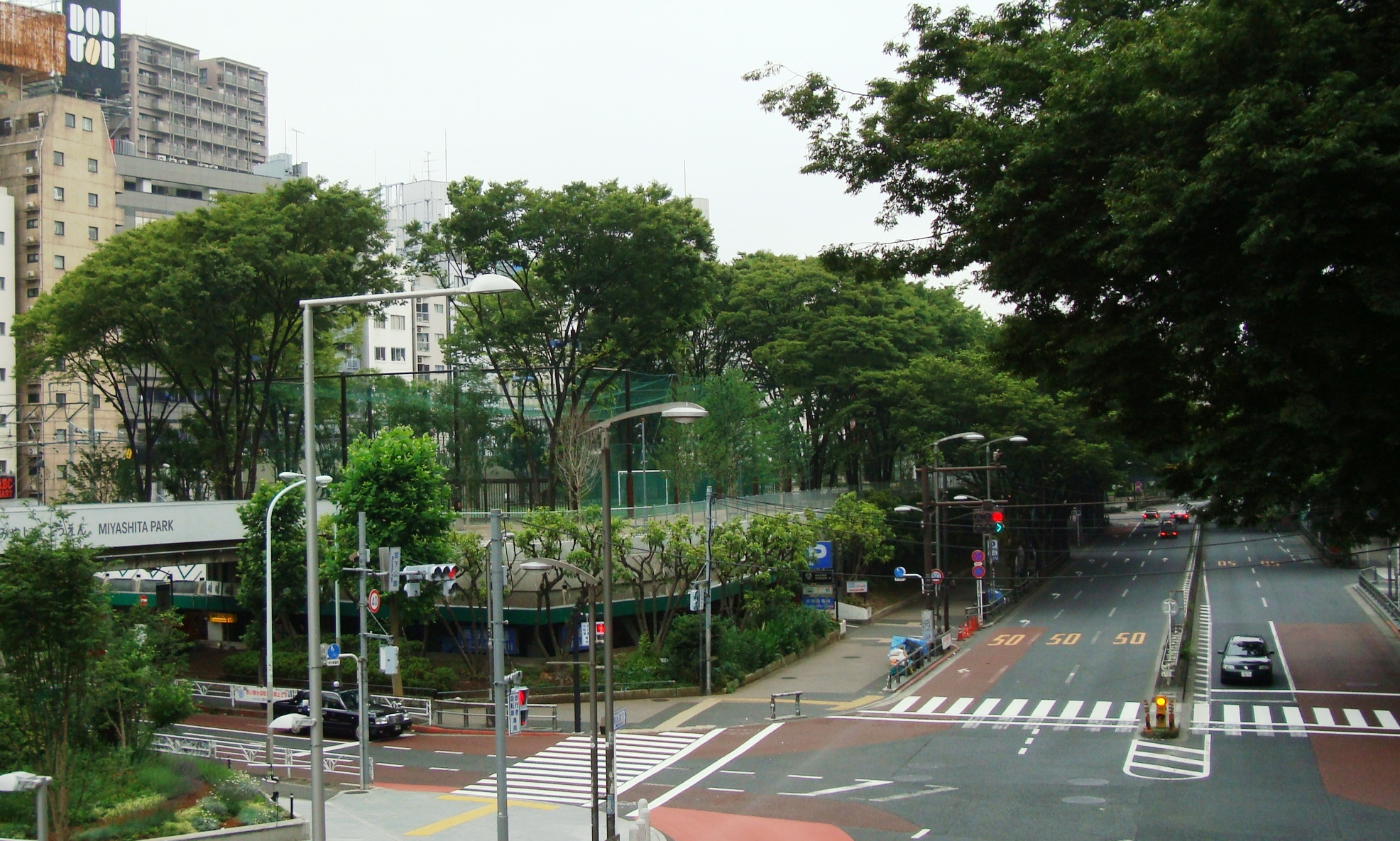
宮下公園和明治通

東部與神宮前五丁目相接。西部與JR山手線和國立代代木競技場、神南一丁目相接。南部是宮下公園。北部與表参道、神宮前一丁目相接。
主要設施
- 麒麟啤酒原宿本社大廈
- 明治神宮前站（副都心線）
- 神宮前六郵便局
- 澀谷區神宮前隠田區民會館
- 喬納森
- 三菱東京UFJ銀行原宿支店
- 郵貯銀行原宿八角館内出張所
- 宮下公園
- Colombin原宿本店沙龍